# Chačatur Abovjan
Chačatur Abovjan (arménsky Խաչատուր Աբովյան; 15. října 1809, Jerevan – 14. dubna 1848) byl arménský spisovatel a národní buditel z počátku 19. století, který záhadně zmizel v roce 1848 a nakonec byl prohlášen za mrtvého.

## Život
Byl to pedagog, básník a obhájce modernizace. Je pokládán za otce moderní arménské literatury, nejvíce oceňován je jeho román Rány Arménie. Napsal ho v roce 1841 a publikoval posmrtně v roce 1858. Byl to první román napsaný v moderní arménštině.

## Význam
Abovjan svým stylem předběhl dobu a prakticky nic z jeho díla nebylo vydáno v průběhu jeho života, teprve až po založení Arménské SSR byl znovuobjeven. Abovjan je považován za jednu z nejvýznamnějších postav nejen arménské literatury, ale i arménské historie.
Abovjanovy myšlenky sehrály velkou úlohu v dějinách arménské demokratické kultury a rozvinuty revolučním demokratem Nalbanďanem v mnohém předurčily další cesty jejího rozvoje.